# ملیس باباداغ
ملیس باباداغ (انگلیسی: Melis Babadağ؛ زادهٔ ۱۷ ژانویهٔ ۱۹۸۴) بازیگر و معماری داخلی اهل ترکیه است. وی از سال ۲۰۰۹ میلادی تاکنون مشغول فعالیت بوده‌است.